# Beretta M1934
Beretta model 1934 — компактный пистолет под патрон 9×17 мм. Разработан фирмой Beretta, расположенной в городке Гардоне-Валь-Тромпия, провинция Брешия в Северной Италии. Выпускался с 1934 по 1980 год (в 1991 году была выпущена партия в 4500 шт. для коллекционеров).

## История
Модель 1934 года является продолжением семейства пистолетов Beretta, разрабатывавшихся с 1915 г. под руководством главного конструктора фирмы Тулио Маренгони (Tulio Marengoni).
Именно из пистолета такой модели был убит Махатма Ганди.

## Устройство
Пистолет самозарядный, действует на основе отдачи со свободным затвором. Кожух-затвор характерной для многих пистолетов Beretta формы — с большим вырезом сверху, почти на всю длину ствола. Дульная часть ствола слегка выступает за передний срез затвора. Возвратная пружина расположена под стволом. Ствол при выстреле неподвижен, однако он легко снимается при неполной разборке оружия.
Ударно-спусковой механизм одинарного действия с открыто расположенным курком.
Предохранитель флажкового типа, расположен слева на рамке. При повороте флажка вниз-вперед пистолет снимается с предохранителя, поворот флажка вниз-назад блокирует спусковой крючок.
Коробчатый магазин на 7 патронов, однорядный, с характерной «шпорой» под мизинец. Защёлка магазина — в основании рукоятки. Подаватель магазина служит затворной задержкой. После израсходования патронов затвор упирается в выступ подавателя и остается в заднем положении. Когда пустой магазин вынимают, затвор закрывается, если только он не был зафиксирован в заднем положении флажком предохранителя за выемку в затворе. Такая фиксация затвора нужна, в частности, для неполной разборки пистолета. На затворе слева расположен указатель наличия патрона в патроннике в виде выступающей шпильки.
Beretta M1934 обладают отличным качеством, включая экземпляры, изготовленные в 1943 году. Лишь в 1944—1945 гг. снизилось качество обработки поверхностей, что не сказалось ни на надежности работы, ни на точности стрельбы. К тому же, они имели минимальную стоимость, были удобны в обслуживании и просты в ремонте, если случалась такая необходимость.
Недостатком пистолета является флажковый предохранитель, запирающий только спусковой крючок и не блокирующий курок или ударник, что резко снижает безопасность в обращении с оружием, если его курок взведен, а патрон находится в патроннике.

## Варианты

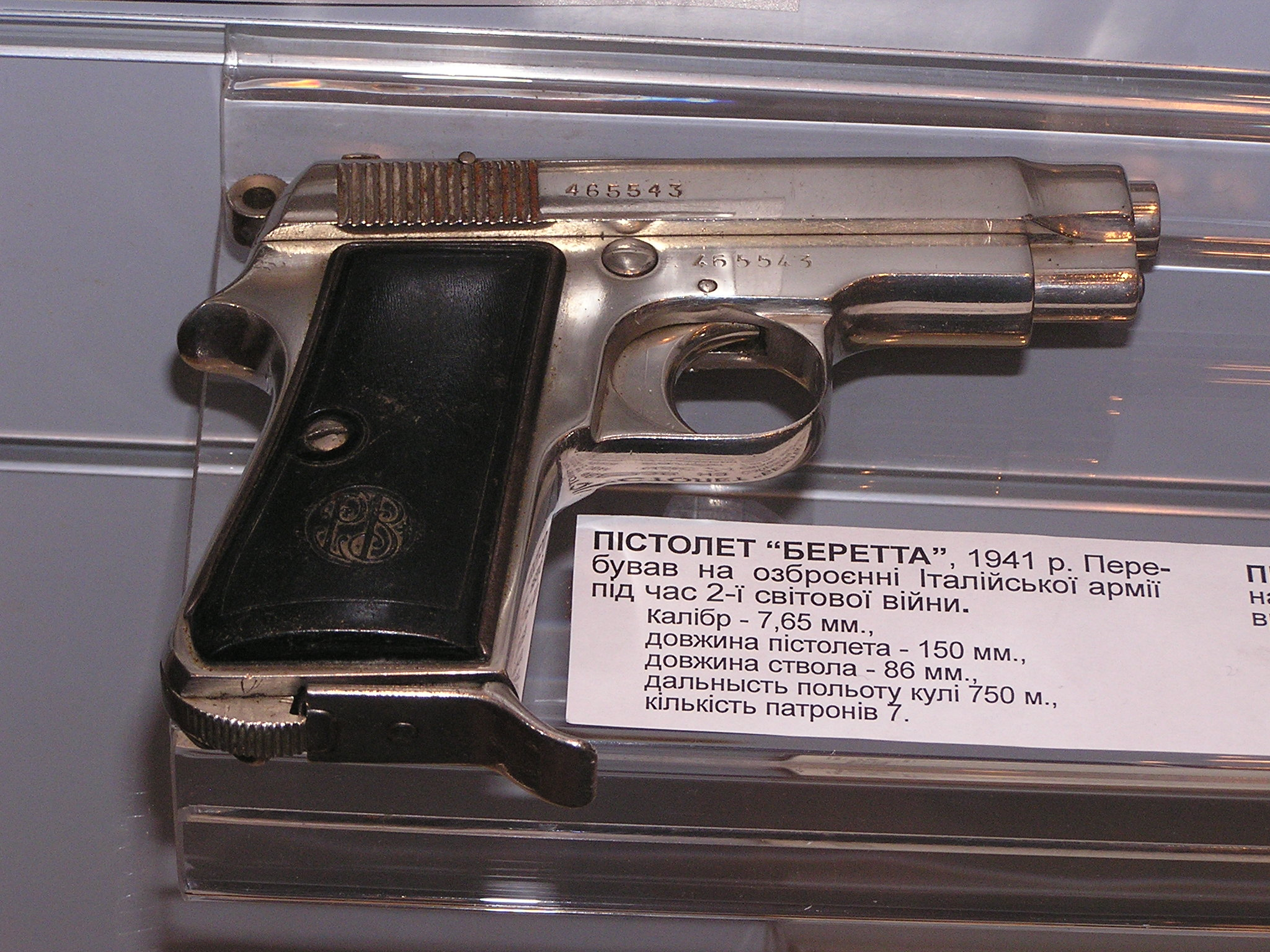
Beretta M1935 в музее истории донецкой милиции

- Beretta M1935 — 8-зарядный вариант под патрон 7,65×17 мм, состоял на вооружении ВВС и ВМФ Италии.
- Beretta 948 — вариант под патрон .22 Long Rifle, выпускался с 1949 по 1958 г. для гражданского рынка.

## Эксплуатация и боевое применение
- Италия: с 1934 до 1945 состоял на вооружении итальянской армии[2].
- Финляндия[3]
- Нацистская Германия: 9-мм пистолет Beretta M1934 был принят на вооружение под наименованием Pistole 671(i)
- СССР: некоторое количество пистолетов M34 было захвачено войсками Красной армии в ходе Великой Отечественной войны в качестве трофеев.
- Румыния: во время Второй мировой войны 9-мм пистолет Beretta M1934 являлся штатным оружием офицеров румынской армии[4].

## В популярной культуре
- В советской комедии 1968 года «Бриллиантовая рука» главному герою фильма Семёну Горбункову был выдан пистолет Beretta M1934, стреляющий холостыми патронами.